# Olivier Nieuwenhuijse
Olivier Peter Nieuwenhuijse (Amsterdam, 16 november 1966 – Leiden, 15 januari 2020) was een archeoloog en aardewerkspecialist van het Oude Nabije Oosten, met name het Keramisch Neolithicum (7000-5300 v.Chr.).

## Leven en werk
Nieuwenhuijse studeerde Sociale Psychologie aan de Universiteit van Amsterdam en stapte vervolgens over naar Archeologie (doctoraal 1992 bij H.H. Curvers en M.N. van Loon). Vervolgens werkte hij op verschillende opgravingen in Nederland en het Midden-Oosten, met name in Beiroet met Curvers. Zijn interesse voor aardewerk van het late neolithicum ontstond toen P.M.M.G. Akkermans hem vroeg het vroeg-Halaf-aardewerk van Tell Sabi Abyad te publiceren.
Vanaf 1996 werkte hij aan zijn proefschrift "Plain and Painted Pottery" en nam hij verschillende seizoenen deel aan het veldwerk in Tell Sabi Abyad. Hij werkte bij HOVO (Vrije Universiteit Amsterdam) en als assistent-conservator in het Rijksmuseum van Oudheden. Daarnaast nam hij deel aan verschillende noodopgravingen in Turkije en Syrië. Ook gaf hij college aan de Universiteit van Damascus. In 2006 promoveerde hij aan de Universiteit Leiden bij Akkermans. Vervolgens was hij als postdoctoraal onderzoeker verbonden aan de Universiteit Leiden en de Freie Universität Berlin. Hij schreef een aantal belangrijke artikelen en boeken over het neolithische Nabije Oosten. 
Toen het vanwege de burgeroorlog in Syrië niet langer mogelijk was om veldwerk te doen, en archeologisch materiaal vernietigd werd, zette hij projecten op om belangrijk materiaal te redden, te behoeden voor illegale handel, of te reconstrueren. Het door hem opgezette project "Scanning for Syria" won in mei 2020 een European Heritage Award.
Nieuwenhuijse was getrouwd met R. Dooijes, restaurator in het Rijksmuseum van Oudheden.

## Publicaties (keuze)
- Plain and Painted Pottery. The Rise of Neolithic Ceramic Styles on the Syrian and Northern Mesopotamian Plains (Brepols, 2006)
- with R. Bernbeck, P. Akkermans, J. Rogasch (eds.): Interpreting the Late Neolithic of Upper Mesopotamia (Brepols, 2013)
- with A. Tsuneki, S. Campbell (eds.): The Emergence of Pottery in West Asia (Oxbow, 2017)
- Relentlessly Plain. Seventh Millennium Ceramics at Tell Sabi Abyad, Syria (Oxbow, 2018)

- Bibliothèque nationale de France: cb15961747g (data)
- Gemeinsame Normdatei: 1042812969
- International Standard Name Identifier: 0000 0001 1603 4457
- Library of Congress Control Number: no2002073899
- Nationale Bibliotheek van Tsjechië: jo20191021250
- Nationale Bibliotheek van Israël: 987007425286305171
- Nederlandse Thesaurus van Auteursnamen: 292588542
- Système universitaire de documentation: 069035628
- Virtual International Authority File: 19350494